# Holographis ilicifolia
Holographis ilicifolia är en akantusväxtart som beskrevs av T. S. Brandegee. Holographis ilicifolia ingår i släktet Holographis och familjen akantusväxter. Inga underarter finns listade i Catalogue of Life.